# Décès d'Elaine Herzberg
Elaine Herzberg est la première piétonne tuée par un véhicule autonome, le 18 mars 2018.
Elle traversait la quatre-voies North Mille Avenue de Tempe (Arizona), aux États-Unis, en poussant une bicyclette. Elle a été fauchée vers 22 h par un taxi Uber, une Volvo XC90. La voiture était en mode de conduite automatique, sous la surveillance d'une opératrice de 44 ans assise à la place du conducteur,,.
Selon l'enquête préliminaire de la police de Tempe, la voiture roulait à 61 km/h dans une zone limitée à 56 km/h, mais elle n'a pas freiné. Le conducteur humain non plus n'a pas freiné. Herzberg a été frappée alors que le véhicule fonctionnait en mode de conduite autonome. Le chef de la police, Sylvia Moir, a déclaré qu'il aurait été très difficile à n'importe quel conducteur d'éviter la victime, considérant qu'elle aurait surgi de l'obscurité (« it's very clear it would have been difficult to avoid this collision [...] based on how she came from the shadows right into the roadway »). Des vidéos postérieures à l'accident montrent toutefois un éclairage jugé suffisant.
Elaine Herzberg était une mère de 49 ans. Sans-abri, elle était sur le point de trouver un appartement.
Pendant 1,1 seconde, 1,5 seconde avant l'accident, le véhicule a reconnu une bicyclette. 200 millisecondes avant l'impact, le véhicule a prévenu l'opérateur, l'opératrice, le conducteur ou la conductrice avec une alerte sonore que le véhicule allait ralentir. 20 milliseconde avant l'impact, l'opérateur, l'opératrice, le conducteur ou la conductrice a pris le contrôle sur le véhicule.

## Lieu et conditions de l'accident

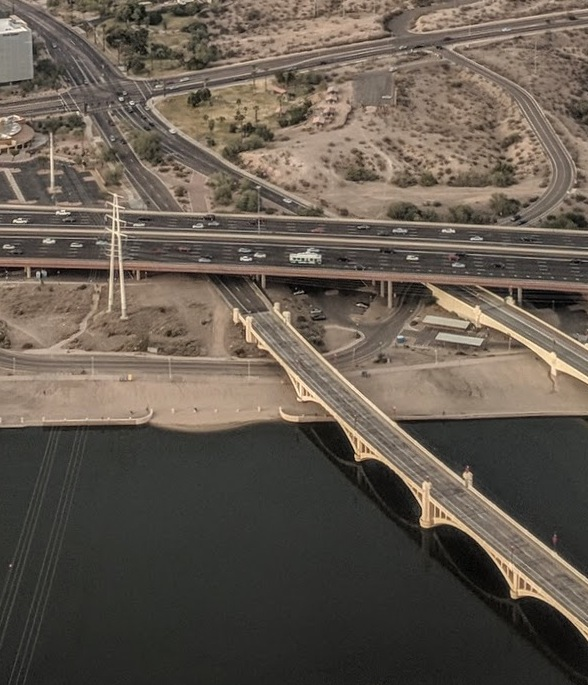
Photographie aérienne de la zone où la collision s'est produite (le nord est à peu près en haut). La route « Mill Avenue » (sud-nord) traverse depuis les ponts sur la rivière sur la droite de l'image jusqu'au coin en haut à gauche de l'image. Le terre-plein central ornemental avec les chemins en brique est situé un peu au sud du croisement avec la rue Curry/Washington.

La piétonne était déjà engagée sur la route au moment de l'accident, et se dirigeait perpendiculairement à la route vers le trottoir. Le lieu de l'accident est une rue-route ouverte au public où les piétons traversent à proximité d'un parc local ; la victime n'était pas sur un passage piéton.
L'accident est survenu dans un lieu où les lampadaires sont rares et laissent une part de la route dans la pénombre. Plus précisément, la piétonne se trouvait être dans une zone non directement éclairée par l'éclairage de la route. De ce fait, la distance de visibilité est limitée par la portée du faisceau des phares du véhicule Uber.
La piétonne, portait des vêtements de couleurs sombres sans gilet de haute visibilité. La bicyclette était équipée de réflecteurs avant et arrière et d'une lampe frontale qui n'étaient pas visible depuis le véhicule du fait de la perpendicularité de leurs positions respectives. Elle n'était pas équipée de réflecteurs latéraux qui auraient pu être perçus par le véhicule.
D'après le journaliste et expert dans les nouvelles technologies automobiles, Laurent Meillaud, le véhicule Uber donne le sentiment d'aller très vite dans ces circonstances.
Certaines des conditions de l'accident ressemblent à des facteurs de risques connus des accidents piétons mortels aux États-Unis, comme le sont la vitesse des véhicules, la circulation en zone urbaine, dans des lieux sans intersection, et la nuit, selon la NHTSA. D'après un rapport du GHSA, aux États-Unis, 74 % des piétons tués le sont la nuit, et 72 % des tués ne traversaient pas la route à un croisement.
Ce type de condition est exactement la situation ou le lidar et le radar sont supposés améliorer la sécurité, d'après l'expert en prévoyance des transports David King, professeur de l'université d'État d'Arizona.
À l'endroit de l'impact, la route dispose de deux voies pour tourner à gauche, de deux voies pour aller tout droit, et d'une bande cyclable.

## Contexte local
La métropole de Phoenix-Mesa-Scottsdale où a eu lieu l'accident est classée comme la seizième plus dangereuse des États-Unis, sur la base de son Pedestrian Danger Index calculé sur le ratio entre le nombre de piétons tués par rapport à la part des piétons qui vont travailler à pied. Elle est située dans l'État d'Arizona, qui est l'un des États les plus dangereux des États-Unis pour les piétons, classé en cinquième position avec 23,9 piétons tués par million d'habitants en 2015, et en troisième position avec 14 piétons tués par million d'habitants au premier semestre 2016.

## Ensemble véhicule autonome-conducteur

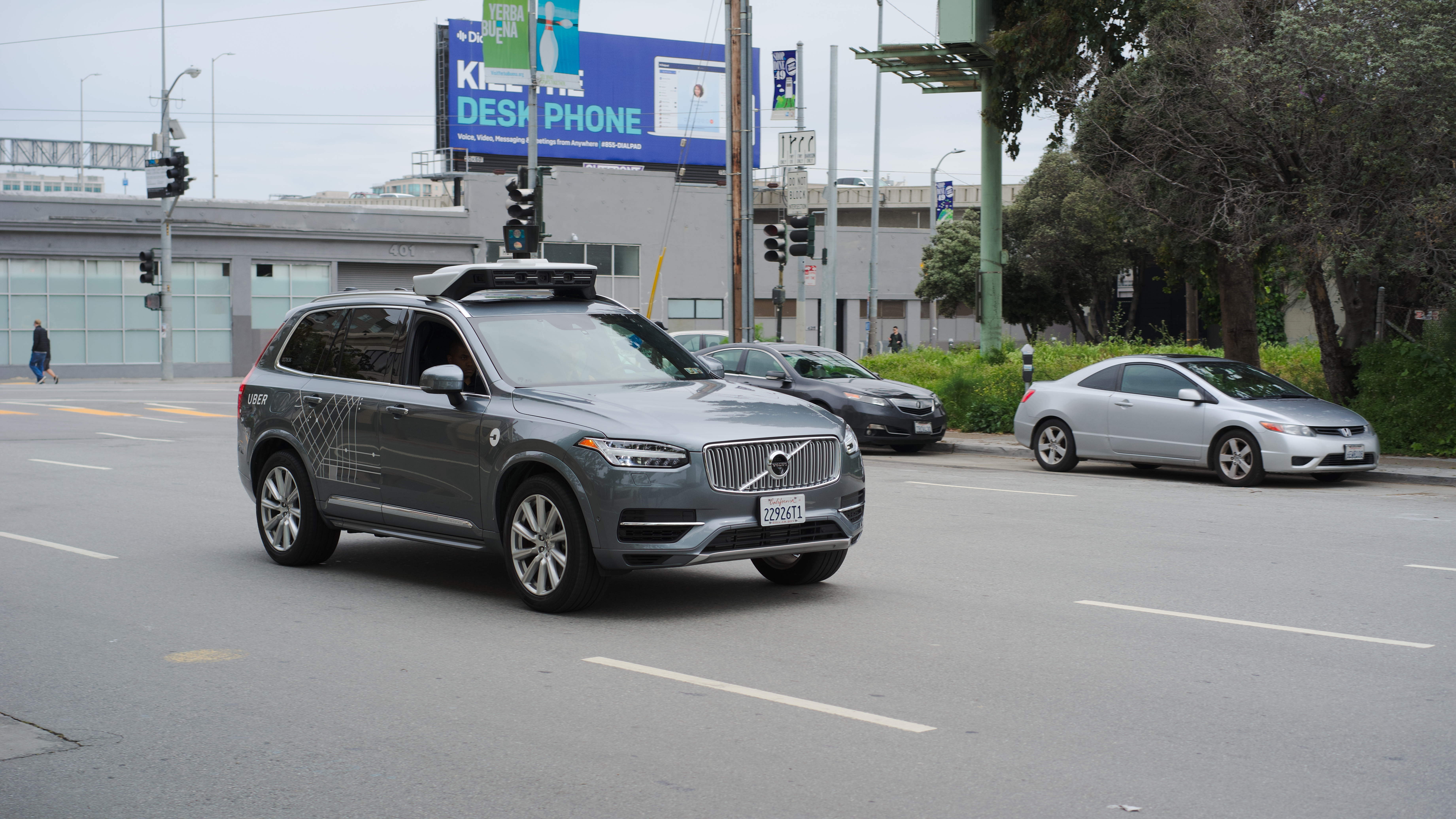
Illustration: Véhicule Volvo XC90 modifié par Uber à San Francisco

Cet accident interroge sur les raisons pour lesquelles, ni l'automobile sans conducteur, ni la conductrice n'ont réagi à cette situation.
Le véhicule impliqué est une Volvo XC90 modèle/année 2017, modifiée par Uber. Le véhicule Volvo XC90 est classé avec cinq étoiles au test Euro NCAP, et 72 % de protection pour les piétons en 2015, avec une protection médiocre de la zone pelvienne.
Le véhicule est équipé d'une technologie Uber différente et étrangère à la technologie de Volvo. En particulier, le système AEB de freinage automatique d'urgence destiné à éviter les collisions est désactivé en mode autonome.
Le véhicule Uber embarque des capteurs avant et arrière (radars, lidars et capteurs à ultra-sons et caméras) qui doivent permettre d'améliorer la vision humaine.
Au total, dix caméras ont filmé l'ensemble du voyage. D'après MSN, la caméra embarquée dans le véhicule Uber ne serait pas d'une grande qualité et servirait seulement à guider le véhicule mais pas à témoigner a posteriori de l'accident.
En mode contrôle électronique, les seules fonctions qui permettent à l'opératrice de conduite de revenir en mode contrôle manuel sont la manœuvre du volant, de la pédale de frein, de la pédale d'accélération, le bouton de désengagement, et le bouton de désactivation.
De manière mystérieuse, le véhicule Uber ne ralentit à aucun moment. D'après l'employée d'Uber, la première alerte de la collision a été le bruit de la collision.
L'accident aurait pour origine un mauvais réglage de la réactivité de la voiture aux obstacles, mais pas forcément une mauvaise conception.

## La conductrice
D'après Uber, le rôle de la conductrice d'Uber est d'être attentive pour reprendre en main le véhicule pour assurer la sureté en cas d'échec de la fonction autonome, et de monitorer les messages de diagnostic qui apparaissent sur l'IHM au centre du tableau de bord du véhicule et d'identifier les événements pertinents pour une revue ultérieure.
La conductrice âgée de 44 ans détourne le regard de la route pendant quelques secondes. D'après le Daily Mail, cette opératrice aurait des antécédents relatifs à des manquements à la sécurité routière, notamment le non-arrêt au feu rouge ou la conduite sans permis, ainsi qu'un vol à main armée en 2000, passant ainsi trois années en détention avant d'être libérée en 2004. Uber précise à ce propos que « tout le monde mérite une seconde chance ».
La conductrice n'a utilisé ni son téléphone personnel, ni son téléphone professionnel avant la collision. Elle n'a utilisé le téléphone que pour appeler les secours, une fois la collision survenue.
Cependant la conductrice a regardé l'émission de télévision The Voice, diffusée en streaming sur son téléphone portable, pendant les 42 minutes précédent cet accident fatal. Elle avait en particulier la tête baissée pendant les 5,3 secondes précédant l'accident, « distraction sans laquelle elle aurait pu éviter l'accident, selon un rapport de la police de Tempe ».

## L'accident
Les premières observations sur la piétonne sont obtenues par le LIDAR et le radar six secondes avant l'impact, alors que le véhicule roule à une vitesse de 69 km/h. Le véhicule n'a pas su reconnaître si l'obstacle était un objet, une piétonne ou un véhicule, ce qui a conduit à diverses hypothèses de la trajectoire de la piétonne. Face à l'obstacle, le véhicule a quitté le centre de sa voie de droite, pour serrer à droite.
1 300 ms avant l'impact, le véhicule a estimé nécessaire d'enclencher le freinage automatique d'urgence de 6,5 m/s2, sans le faire car cette fonction est désactivée en mode autonome.
Ensuite, l'opératrice est intervenue moins d'une seconde avant l'impact avec le volant. L'opératrice a aussi freiné une seconde après l'impact.
La conduite autonome fonctionnait parfaitement au moment de la collision.

## Interprétation de la vidéo de l'accident d'Uber à Tempe
Les vidéos de l'accident ont été diffusées par la police locale.
D'après la scène enregistrée depuis l'intérieur du véhicule, le chef de la police de Tempe a estimé qu'il aurait aussi été difficile pour un conducteur humain dans la même situation d'éviter cet accident survenu de nuit alors que la victime sortait de l'obscurité, dans un premier temps,.
Le conducteur de sécurité ne faisait aucune surveillance de sécurité d'après Missy Cummings, une professeure d’ingénierie de l'université de Duke.
La vidéo suggère une erreur du système de conduite autonome d'Uber et un manque de vigilance due au conducteur d'Uber selon Bryant Walker Smith, expert des véhicules autonomes et professeur de l'école de droit de l'université de Caroline du Sud.

### Position des sociétés concurrentes
Les sociétés concurrentes Waymo d'Alphabet Inc. et Mobileye d'Intel Corp. ont déclaré que leur logiciel de voiture sans conducteur aurait détecté Elaine Herzberg et réagi dans cette situation.

### Position de l'IEEE Spectrum
En 2018, certains experts britanniques d'après l'IEEE Spectrum considèrent que les systèmes AEB détecteurs de piétons du commerce auraient détecté le piéton traversant la rue avec sa bicyclette.

### Conséquences de l'accident d'Uber à Tempe
Tous les essais d'Uber ont été suspendus. Cet accident a relancé le débat sur la sécurité des véhicules autonomes.
Le Gouverneur de l'Arizona, Doug Ducey, a estimé que cet incident mortel d'Uber marque un échec incontestable de respect des règles de sureté publique.

### Enquête sur l'accident d'Uber
Le rapport préliminaire de l'enquête des autorités fédérales (Conseil national de la sécurité des transports) des États-Unis a éclairé l'accident dans plusieurs domaines :
Le système d'AEB fourni de série sur ce type de Volvo avait détecté la nécessité de freiner plus d'une seconde avant l'impact, toutefois le système AEB d'origine avait été désactivé en mode véhicule autonome pour une conduite plus « douce » et pour éviter des comportements « erratiques », ce qui explique l'absence de freinage de l'AEB.
- Le véhicule n'a pas été conçu pour alerter le conducteur de la présence d'une difficulté sur la voie[33].
- La victime de l'accident avait été détectée par le système Uber six secondes avant l'impact, successivement en tant qu'objet non reconnu, en tant que véhicule et en tant que cycliste[33]. Pourtant le véhicule n'a pas ralenti alors qu'il roulait à une vitesse de 39 miles par heure — 63 km/h —[33].
- La conductrice n'était pas positive à l'alcool[33], mais n'a freiné qu'une seconde après l'impact[33].
- La victime a passé un test toxicologique à la méthamphétamine et au cannabis[33].